# Coriobacteriaceae
Coriobacteriaceae es una familia de bacterias grampositivas del orden Coriobacteriales. Fue descrita en el año 1997. Son bacterias anaerobias estrictas e inmóviles. La mayoría se encuentran en la microbiota intestinal humana, aunque Coriobacterium glomerans se ha aislado de insectos.

## Taxonomía
Esta familia contiene 3 géneros descritos:
- Collinsella
- Coriobacterium
- Enorma